# 頂山里

台南市七股區頂山里

頂山里，中華民國臺南市七股區的一個里，北與將軍區鯤溟里、將軍里為界，東與後港里為界，西與西寮里為界，南以大寮排水與鹽埕里、中寮里為界。面積6.1平方公里，人口834人（2020年3月）。

## 教育
頂山里內原設有臺南縣頂山國民小學，該校區在2008年8月廢除，並在2013年6月23日起由社團法人台灣黑面琵鷺保育學會認養，同年7月1日正式搬遷入駐。

## 宗教
里內最大的道教廟宇是創立於1892年的頂山代天府。
里內的三山國王宮是台灣少數由閩南裔福建移民後代所祭祀的三山國王廟宇，此宮也同時是里內「五房陳」一族的家廟。
創立於1980年的佛教妙惠居士林則是主祀觀世音菩薩的佛教道場，設有研修佛法的「共修會」與公益行善的「慈善會」。

## 觀光
2017年10月，交通部雲嘉南濱海國家風景區管理處在里外道路興建落成兩座賞鳥亭，是爲頂山賞鳥亭。
2021年4月，里外的廢棄鹽田被法國法新社、新加坡海峽時報報導，被媒體稱「火星洞洞鹽田」與「太空鹽田」。

## 主要道路

### 區道
- 南25線
- 南25-1線
- 南30線